# Medaile Za odvahu (Bělorusko)
Medaile Za odvahu (bělorusky Медаль «За адвагу») je běloruské státní vyznamenání založené roku 1995. Udílena je vojákům i civilistům za odvahu a hrdinství při plnění svých povinností, či za záchranu života.

## Historie
Medaile byla založena zákonem Běloruské republiky č. 3726-XII O státních vyznamenáních Běloruské republiky ze dne 13. dubna 1995. Vyznamenání bylo převzato ze sovětského systému a udrželo si své vysoké postavení i v rámci běloruského systému. Vzhled medaile byl určen dekretem prezidenta Běloruské republiky č. 516 ze dne 6. září 1999. Poprvé byla běloruská medaile udělena dne 22. prosince 1996.

## Pravidla udílení
Udílena je řadovým vojákům, důstojníkům i dalším občanům za osobní odvahu a statečnost projevenou během bojové situace, při obraně vlasti a jejích státních zájmů, při výkonu vojenské, úřední nebo občanské povinnosti, při ochraně ústavních práv občanů, při záchraně lidí při přírodních katastrofách, požárech a dalších mimořádných událostech, které znamenaly pro vyznamenaného ohrožení jeho vlastního života.
Medaile Za odvahu se nosí nalevo na hrudi a v přítomnosti dalších běloruských vyznamenání se nosí za běloruskými řády.

## Popis medaile
Medaile pravidelného kulatého tvaru o průměru 37 mm je vyrobena ze stříbra. Na přední straně jsou v horní části medaile vyobrazena tři letadla. Uprostřed medaile je nápis v cyrilici umístěný na dvou řádcích За адвагу (za odvahu). Jeho písmena jsou pokryta červeným smaltem. Pod nápisem ve spodní části medaile je vyobrazen tank. Zadní strana je hladká se sériovým číslem medaile uprostřed.
Medaile je připojena pomocí jednoduchého kroužku ke kovové destičce ve tvaru pětiúhelníku potažené hedvábnou stuhou z moaré. Stuha je světle modrá s oběma okraji lemovanými úzkými tmavě modrými proužky.